# Bellevue (Nebraska)
Bellevue is een plaats (city) in de Amerikaanse staat Nebraska, en valt bestuurlijk gezien onder Sarpy County.

## Demografie
Bij de volkstelling in 2000 werd het aantal inwoners vastgesteld op 44.382.
In 2006 is het aantal inwoners door het United States Census Bureau geschat op 47.594, een stijging van 3212 (7,2%).

## Geografie
Volgens het United States Census Bureau beslaat de plaats een oppervlakte van
34,7 km², waarvan 34,4 km² land en 0,3 km² water.

## Plaatsen in de nabije omgeving
De onderstaande figuur toont nabijgelegen plaatsen in een straal van 12 km rond Bellevue.